# Le Puiset
Le Puiset est une ancienne commune française située dans le département d'Eure-et-Loir en région Centre-Val de Loire, devenue le 1er janvier 2019 une commune déléguée au sein de la commune nouvelle de Janville-en-Beauce.

## Géographie

### Situation

Situation géographique
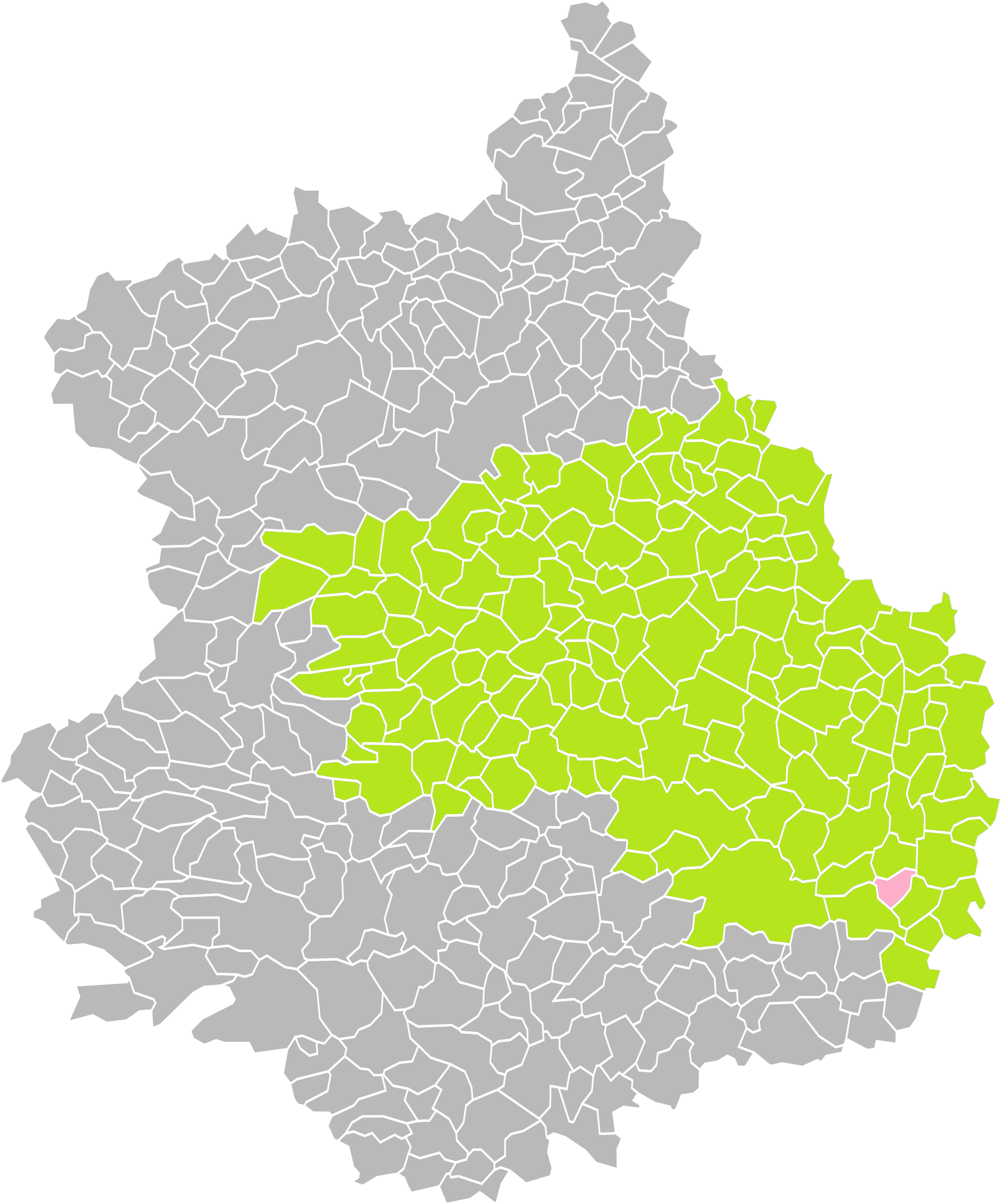
Le Puiset dans son arrondissement.
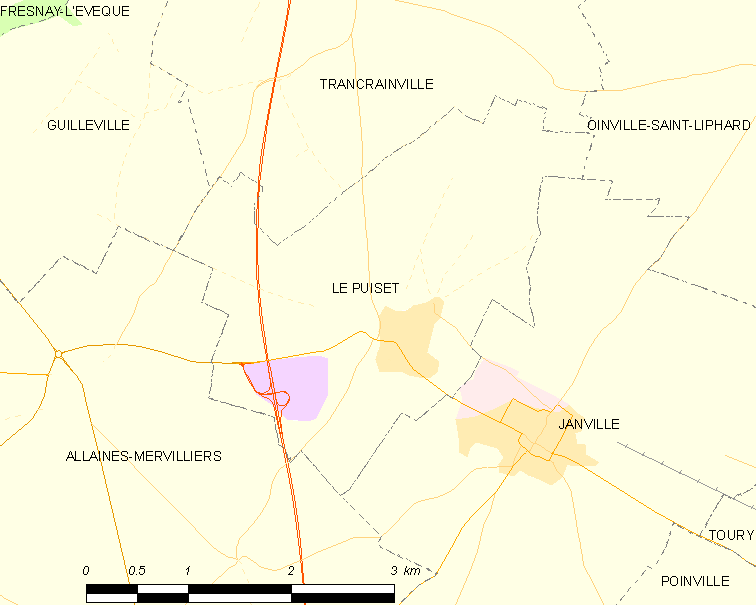
Carte de la commune du Puiset.

### Communes limitrophes
| Guilleville          | Trancrainville | Oinville-Saint-Liphard |
| Allaines-Mervilliers | du Puiset      | Janville               |
| Allaines-Mervilliers |                | Janville               |

## Toponymie
Le nom de la localité est attesté sous les formes latine Puteolum en 1095 ; Puisat vers 1120 ; Puseatum en 1122 ; Puteacensum castrum en 1129 ; Pusiacum en 1179 ; Puteacum en 1217 ; Puysatum (1230 ; Pusatum en 1232; Puisiolum en 1240 ; Puisatum en 1299.
Du latin puteus, « trou, fosse », « gouffre, fosse très profonde », « puits d’eau vive » ou même « puits de mine » et du diminutif -ittum. Son sens s’est ensuite étendu au « trou creusé pour atteindre une nappe d’eau souterraine ».

## Histoire

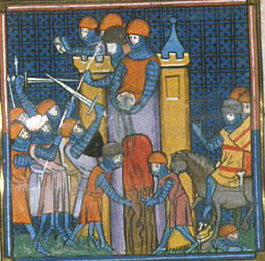
Siège du château du Puiset, Chroniques de Saint-Denis, XIVe siècle.

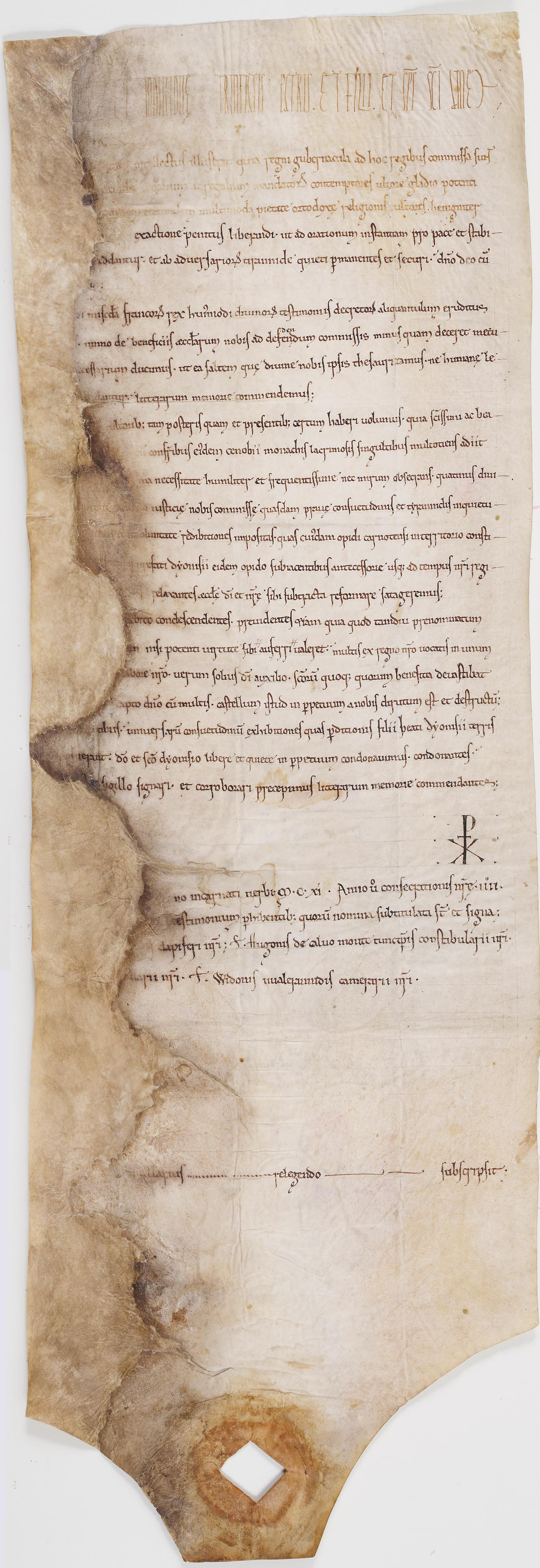
Diplôme en latin de 1111 par lequel le
roi Louis VI, après avoir fait prisonnier le seigneur du Puiset, fait raser son château et abolit les coutumes établies par ce seigneur sur les terres de l'abbaye de Saint-Denis, Archives nationales de France.

### Moyen Âge
Un château fut construit par la reine Constance d'Arles, alors en lutte contre son fils Henri Ier. Celui-ci l'emporta d'assaut et le réunit au domaine royal.
Profitant des troubles dus à la minorité de Philippe Ier, un cadet de la maison de Breteuil, Hugues Ier du Puiset s'en empara. Lui et ses successeurs se comportèrent comme des seigneurs brigands, pillant le pays chartrain. À la suite d'une assemblée à Étampes en février 1079, Hugues Blavons se rebella ouvertement contre le roi, qui réunit au printemps une armée pour assiéger le Puiset. Mais Hugues fit une sortie et mit l'armée royale en déroute.
La Beauce étant située à la limite du domaine administré par le roi de France, Louis VI le Gros y affronta à plusieurs reprises en 1111, en 1112 et 1118 son vassal Hugues III du Puiset, petit-fils du précédent, et rasa le château, vengeant ainsi l'humiliation subie par son père Philippe Ier en 1079. La motte de l'ancien château reste visible.

### XXIesiècle
Le 1er janvier 2019, elle fusionne avec Allaines-Mervilliers et Janville pour constituer la commune nouvelle de Janville-en-Beauce dont la création est actée par un arrêté préfectoral du 19 décembre 2018.

## Politique et administration

### Liste des maires
| Période                                  | Période          | Identité             | Étiquette | Qualité            |
| ---------------------------------------- | ---------------- | -------------------- | --------- | ------------------ |
| mars 2001                                | août 2012        | Martial Chevallier   | UMP       | Conseiller général |
| septembre 2012                           | 31 décembre 2018 | Jean-Louis Desforges | SE        | Agriculteur        |
| Les données manquantes sont à compléter. |                  |                      |           |                    |

## Population et société

### Démographie
L'évolution du nombre d'habitants est connue à travers les recensements de la population effectués dans la commune depuis 1793. Pour les communes de moins de 10 000 habitants, une enquête de recensement portant sur toute la population est réalisée tous les cinq ans, les populations de référence des années intermédiaires étant quant à elles estimées par interpolation ou extrapolation. Pour la commune, le premier recensement exhaustif entrant dans le cadre du nouveau dispositif a été réalisé en 2005.

En 2016, la commune comptait 422 habitants, en évolution de +4,98 % par rapport à 2010 (Eure-et-Loir : −0,23 %, France hors Mayotte : +2,11 %).
| 1793 | 1800 | 1806 | 1821 | 1831 | 1836 | 1841 | 1846 | 1851 |
| ---- | ---- | ---- | ---- | ---- | ---- | ---- | ---- | ---- |
| 536  | 557  | 580  | 572  | 649  | 591  | 642  | 578  | 585  |

| 1856 | 1861 | 1866 | 1872 | 1876 | 1881 | 1886 | 1891 | 1896 |
| ---- | ---- | ---- | ---- | ---- | ---- | ---- | ---- | ---- |
| 579  | 599  | 588  | 575  | 551  | 524  | 516  | 539  | 518  |

| 1901 | 1906 | 1911 | 1921 | 1926 | 1931 | 1936 | 1946 | 1954 |
| ---- | ---- | ---- | ---- | ---- | ---- | ---- | ---- | ---- |
| 505  | 534  | 531  | 456  | 439  | 409  | 408  | 438  | 448  |

| 1962 | 1968 | 1975 | 1982 | 1990 | 1999 | 2005 | 2006 | 2010 |
| ---- | ---- | ---- | ---- | ---- | ---- | ---- | ---- | ---- |
| 421  | 398  | 367  | 377  | 365  | 371  | 412  | 411  | 402  |

| 2015 | 2016 | - | - | - | - | - | - | - |
| ---- | ---- | - | - | - | - | - | - | - |
| 419  | 422  | - | - | - | - | - | - | - |

## Culture locale et patrimoine

### Lieux et monuments

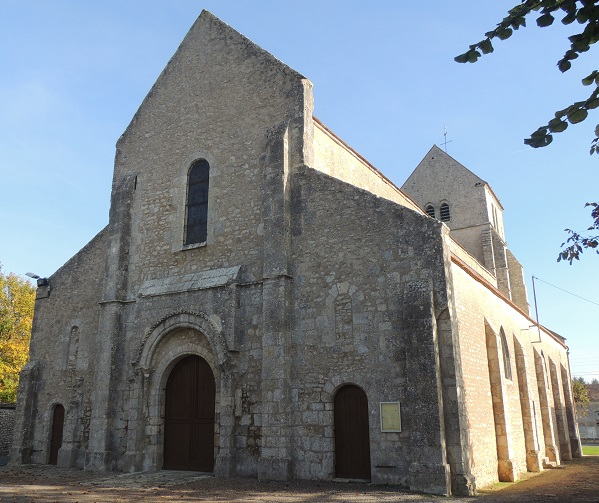
L'église Saint-Étienne-et-Sainte-Madeleine
.

#### Église Saint-Étienne-et-Sainte-Madeleine
Classé MH (1961).
L'église comporte notamment une verrière réalisée en 1920 par Charles Lorin, en hommage aux morts du Puiset de la guerre de 1914-1918 (baie 7) et figurant à l'inventaire général du patrimoine culturel.

#### Château du Puiset

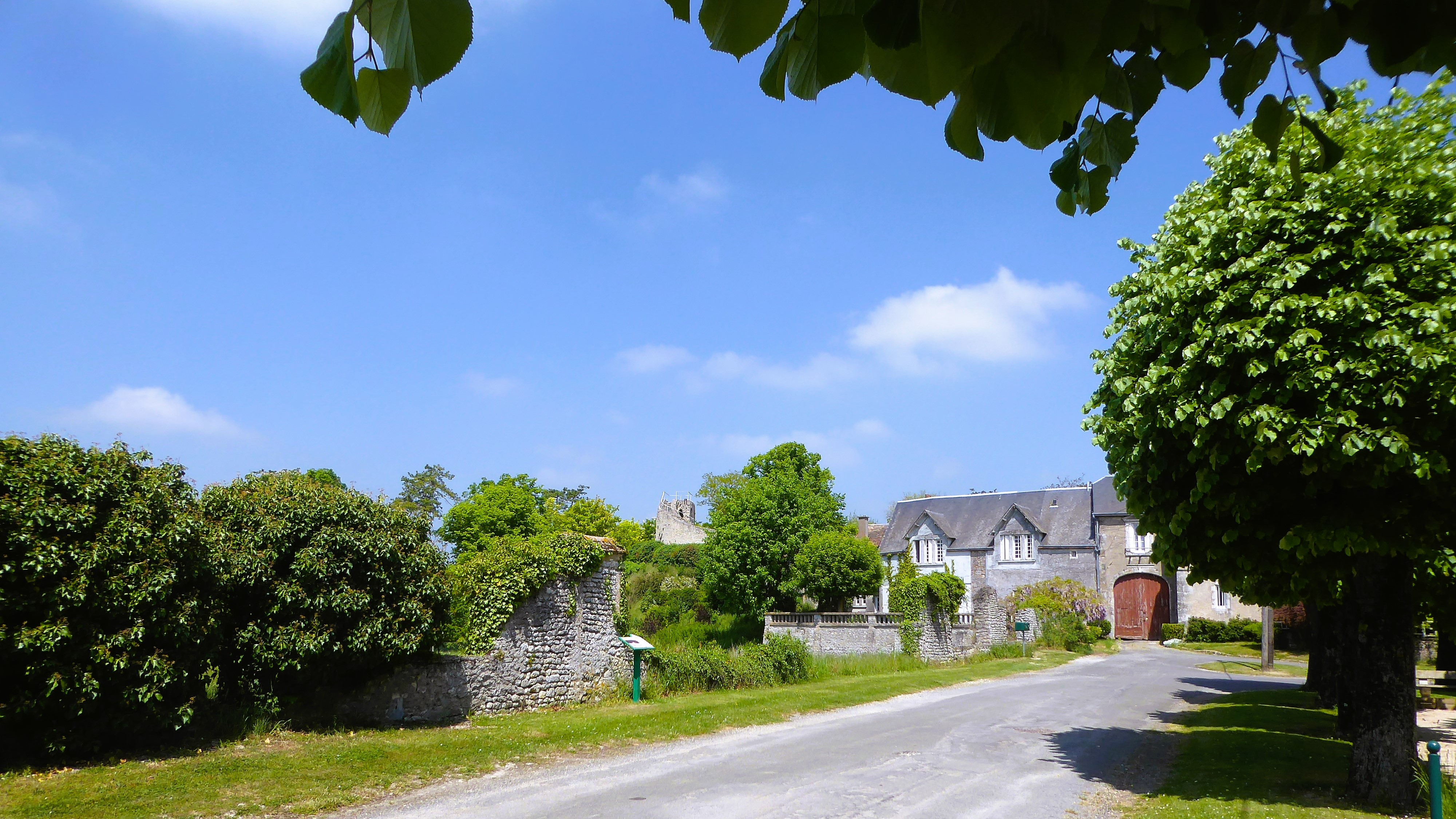
Place du château et vestige de la tour dite de Boël.

Le château du Puiset présente aujourd'hui des vestiges de l'ancien château-fort, dont la tour dite de Boël.

### Site inscrit
- Le bourg dans son ensemble est un site naturel inscrit  Site inscrit (1983)[7].

### Personnalités liées à la commune
- Jean Ier de Garencières, baron du Puiset (1409).
- Félix Clouet, peintre français.

### Héraldique
|  | Les armes de la commune se blasonnent ainsi : d’argent au lion de gueules armé et lampassé d’or. |